# 崔贵妃 (唐代宗)
崔贵妃，唐代宗贵妃，升平公主母。史书中对崔贵妃的记载甚少，仅知她是升平公主的生母。而升平公主的生年大约在天宝十年左右（750年代），其余不详。崔氏应是在唐代宗登基后受封贵妃，又或为低阶妃嫔死后追封贵妃。唐代宗在位时期（762年－779年），受宠的独孤氏在大历三年（768年）至大历十年（775年）为贵妃。
《旧唐书》的不同章节，对其女升平公主的排行有不同描述。《旧唐书  列传第二 后妃下》称“代宗长女”，《旧唐书 列传第七十》则称“代宗第四女”。如果崔贵妃与唐代宗的嫡妻崔氏是同一人，其女升平公主即为代宗嫡长女，则可以解释《旧唐书》中的问题。但并没有其它资料可以佐证。